# Heiko Balz
Heiko Balz (Burg bei Magdeburg, 17 de septiembre de 1969) es un deportista alemán que compitió en lucha libre.
Participó en dos Juegos Olímpicos de Verano, obteniendo una medalla de plata en Barcelona 1992, en la categoría de 100 kg, y el decimosegundo lugar en Atlanta 1996.
Ganó dos medallas de bronce en el Campeonato Mundial de Lucha, en los años 1991 y 1993, y cuatro medallas en el Campeonato Europeo de Lucha entre los años 1991 y 1996.

## Palmarés internacional
| Juegos Olímpicos   | Juegos Olímpicos     | Juegos Olímpicos  | Juegos Olímpicos |
| Año                | Lugar                | Medalla           | Categoría        |
| ------------------ | -------------------- | ----------------- | ---------------- |
| 1992               | Barcelona (España)   | Medalla de plata  | 100 kg           |
| Campeonato Mundial |                      |                   |                  |
| Año                | Lugar                | Medalla           | Categoría        |
| 1991               | Varna (Bulgaria)     | Medalla de bronce | 100 kg           |
| 1993               | Toronto (Canadá)     | Medalla de bronce | 100 kg           |
| Campeonato Europeo |                      |                   |                  |
| Año                | Lugar                | Medalla           | Categoría        |
| 1991               | Stuttgart (Alemania) | Medalla de bronce | 100 kg           |
| 1992               | Kaposvár (Hungría)   | Medalla de plata  | 100 kg           |
| 1994               | Roma (Italia)        | Medalla de plata  | 100 kg           |
| 1996               | Budapest (Hungría)   | Medalla de plata  | 90 kg            |